# Jaromír Klika
Jaromír Klika (Praag, 26 december 1888 – Sint-Petersburg, 12 mei 1957) was een Tsjechisch botanicus, mycoloog, hoogleraar en natuurbeschermer. Hij is vooral bekend vanwege zijn wetenschappelijke bijdragen aan de vegetatiekunde en wordt beschouwd als een van de grondleggers van dit vak voor Tsjechië. Hij onderzocht onder andere de vegetatie van het Boheems Middelgebergte en het nationaal park Křivoklátsko.

## Werk in het wetenschappelijk onderwijs
In 1922 werd Klika directeur van het Instituut voor Toegepaste Plantkunde aan de Tsjechische Technische Universiteit in Praag. In 1931 werd hij daar universitair hoofddocent en in 1945 gewoon hoogleraar. Van 1947 tot 1948 werkte hij als decaan aan de Universiteit voor Scheikunde en Technologie Praag. Vanaf 1951 was hij hoogleraar in de botanie aan de Karelsuniversiteit Praag.

## Beschreven syntaxa
In het onderstaande overzicht vindt men syntaxa die (mede) door Klika werden beschreven, en die een artikel op de Nederlandstalige Wikipedia hebben. Dit overzicht is chronologisch gerangschikt per syntaxonomische rang.
Klassen
- klasse van droge graslanden op zandgrond – Koelerio-Corynephoretea Klika in Klika & Novák 1941
- fonteinkruiden-klasse – Potametea Klika in Klika & Novák 1941
- klasse van droge heiden – Calluno-Ulicetea Br.-Bl. & Tx. ex Klika & Hadač 1944

Orden
- dwergbiezen-orde – Nanocyperetalia Klika 1935
- buntgras-orde – Corynephoretalia canescentis Klika 1934 em. Tx. 1962
- tandzaad-orde – Bidentetalia Br.-Bl. & Tx. ex Klika & Hadač 1944

Verbonden
- buntgras-verbond – Corynephorion Klika 1931
- granietschildmos-verbond – Xanthoparmelion conspersae Hadač in Klika & Hadač 1944

Associaties
- moerasvaren-elzenbroek – Thelypterido-Alnetum Klika 1940